# Lycée Boucher de Perthes
Le lycée Boucher-de-Perthes (également appelé lycée des métiers Boucher-de-Perthes ou cité scolaire Boucher-de-Perthes) est un lycée public situé à Abbeville, dans le département de la Somme, en région Hauts-de-France.  

## Histoire
Le lycée, originellement lycée mixte d'État, a été construit dès 1957, rue Paul-Delique sur l'ancien terrain de manœuvre du Champ-de-Mars, devant les anciennes fortifications de la ville. Cet achat a été négocié par Max Lejeune, maire d'Abbeville et secrétaire d’État aux Forces armées.  
L'établissement a succédé à l'ancien collège Courbet, devenu trop exigu pour accueillir la population d'élèves de la Picardie maritime. Il porte le nom Boucher-de-Perthes, en hommage à Jacques Boucher de Perthes, personnalité abbevilloise et instigateur de la science préhistorique. 
En octobre 2017, le lycée a fêté ses 60 ans.

## Enseignements
Le lycée Boucher-de-Perthes regroupe en réalité plusieurs établissements, d'où la dénomination de cité scolaire. Il est également labellisé lycée des métiers.
Sur le même site, on y retrouve les structures et formations suivantes :
- lycée général et technologique : baccalauréat général avec enseignements de spécialité, baccalauréats technologiques (ST2S, STI2D, STMG) et BTS (SAM, MCO, tourisme) ;
- lycée professionnel : baccalauréats professionnels (ASSP, commerce, GA, MEI, MELEC, TMA, UD, MMV) et CAP (assistant technique en milieu familial et collectif, installateur sanitaire, peintre) ;
- Greta Littoral Picard ;
- centre de formation d'apprentis (CFA).

Pour la série générale du baccalauréat, les enseignements de spécialité offerts en 1ère et terminale générale sont les suivants :
1. Arts plastiques
2. Musique
3. Histoire-Géographie, Géopolitique et Sciences politiques
4. Humanités, Littérature et Philosophie
5. Langues, Littérature et Culture étrangère : Anglais
6. Langues, Littérature et Culture étrangère : Anglais monde contemporain
7. Mathématiques
8. Physique-Chimie
9. Sciences de l'ingénieur
10. Sciences de la vie et de la Terre
11. Sciences économiques et sociales

## Bâtiments
Le lycée Boucher-de-Perthes est constitué d'un ensemble de 15 bâtiments construits sur 11 ha, qui forment une véritable cité scolaire :
- bâtiment A : accueil, administration (direction, intendance, secrétariat), salles de cours (SVT), salle Georges-Cantin ;
- bâtiment auditorium : auditorium, CDI (centre de documentation et d'information), maison des lycéens (MDL) ;
- bâtiment B : vie scolaire, salle des professeurs, salles de cours (français) ;
- bâtiment C : salles de cours (langues vivantes) ;
- bâtiment D : infirmerie, restauration, salles de cours (musique), Espace Jean-François-Lesueur, salle Josse-Van-Robais, GRETA ;
- bâtiment E : vie scolaire, salles de cours (enseignement général lycée professionnel) ;
- bâtiment F : salles de cours (histoire-géographie, sciences économiques et sociales) ;
- bâtiment G : internat garçons, Greta ;
- bâtiment H : vie scolaire, salles de cours (physique-chimie, secteur tertiaire (BTS)) ;
- bâtiment I : logements ;
- bâtiment J : atelier, salles de cours (enseignement professionnel lycée professionnel, secteur industriel) ;
- bâtiment K : salles de cours (enseignement professionnel lycée professionnel) ;
- bâtiment L : vie scolaire, internat filles, salles de cours (mathématiques, philosophie), piscine ;
- bâtiments M et N : gymnases.

## Partenariat avec la Marine nationale
Depuis 1992, un partenariat entre le lycée et la Marine nationale permet à de nombreux élèves en baccalauréat professionnel Maintenance des équipements industriels (MEI) ou en baccalauréat professionnel métiers de l'électricité et ses environnements connectés (MELEC) d’intégrer la Marine nationale après leur scolarité.
Le 2 février 2017, une célébration des 25 ans de ce partenariat a eu lieu au lycée en présence de représentants de l'académie d'Amiens ainsi que de la Marine nationale,.